# Агуас-Фриас (Санта-Катарина)
Агуас-Фриас (порт. Águas Frias)  —  муниципалитет в Бразилии, входит в штат Санта-Катарина. Составная часть мезорегиона Запад штата Санта-Катарина. Входит в экономико-статистический  микрорегион Шапеко. Население составляет 2037 человек на 2006 год. Занимает площадь 75,162 км². Плотность населения — 27,1 чел./км².

## История
Город основан 12 декабря 1991 года.

## Статистика
- Валовой внутренний продукт на 2003 составляет 23.145.820,00 реалов (данные: Бразильский институт географии и статистики).
- Валовой внутренний продукт на душу населения на 2003 составляет 10.236,98 реалов (данные: Бразильский институт географии и статистики).
- Индекс развития человеческого потенциала на 2000 составляет 0,799 (данные: Программа развития ООН).